# Socha bohyně Ceres
Socha bohyně Ceres je litinová plastika v sadech Svobody v opavské čtvrti Město v okrese Opava v Moravskoslezském kraji v České republice. Nachází se také v pohoří Opavská pahorkatina v Horním Slezsku.

## Historie a popis díla
Plastiku bohyně Ceres vytvořil v roce 1862 rakouský vídeňský sochař Theodor Friedl (1842–1900) na náklady místního měšťana Karla Demla. Původně byla na kamenném třídílném soklu, který měl profilovanouu římsu, umístěna ženská postava v nadživotní velikosti. Plastika byla nejdříve součástí kašny na Dolním náměstí v Opavě a později byla přemístěna i s původním soklem do sadů Svobody. V roce 1977 a 2004 bylo dílo restaurováno. Při restauraci díla v roce 2004 byl starý sokl vyměněn za jednodušší sokl ve tvaru kvádru. Hlavním tématem díla je alegorická postava římské bohyně Ceres lehce oděné v římském úboru, stojící bez bot v kontrapostu a která v levé ruce drží u levého ramena roh hojnosti naplněný ovocem. Pravou ruku opírá o bok a hlavu plastiky zdobí vavřínový věnec. Plastika byla odlita v salmovských železárnách v Blansku, jejíž umělecká litina se v 19. století inspirovala převážně antikou. Umělecké dílo, které je příkladem tehdejší česko-rakouské spolupráce, je památkově chráněno od 3. května 1958 jako nemovitá kulturní památka. Podobné dílo lze nalézt také v Rosicích v Jihomoravském kraji.

## Galerie

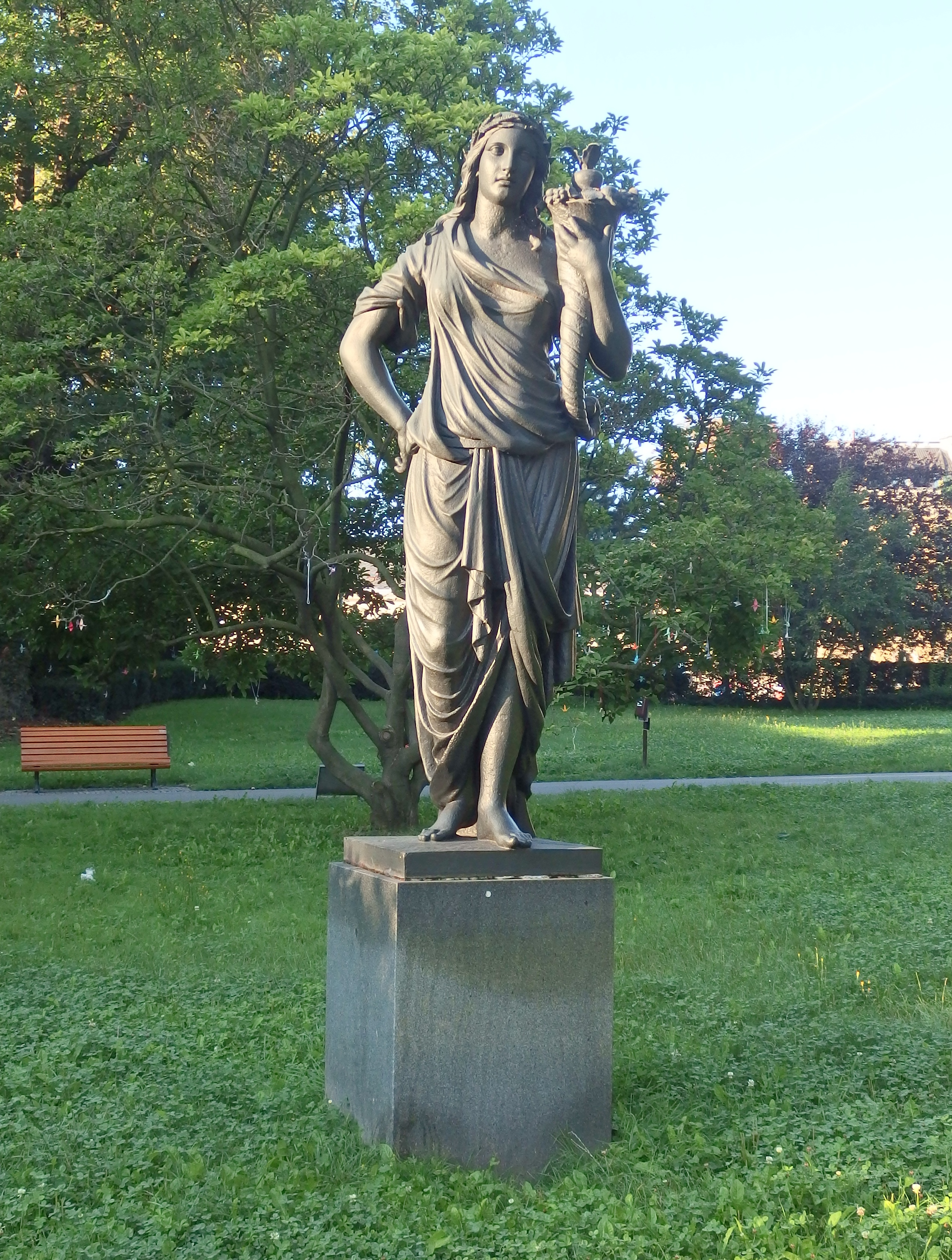
Čelní pohled
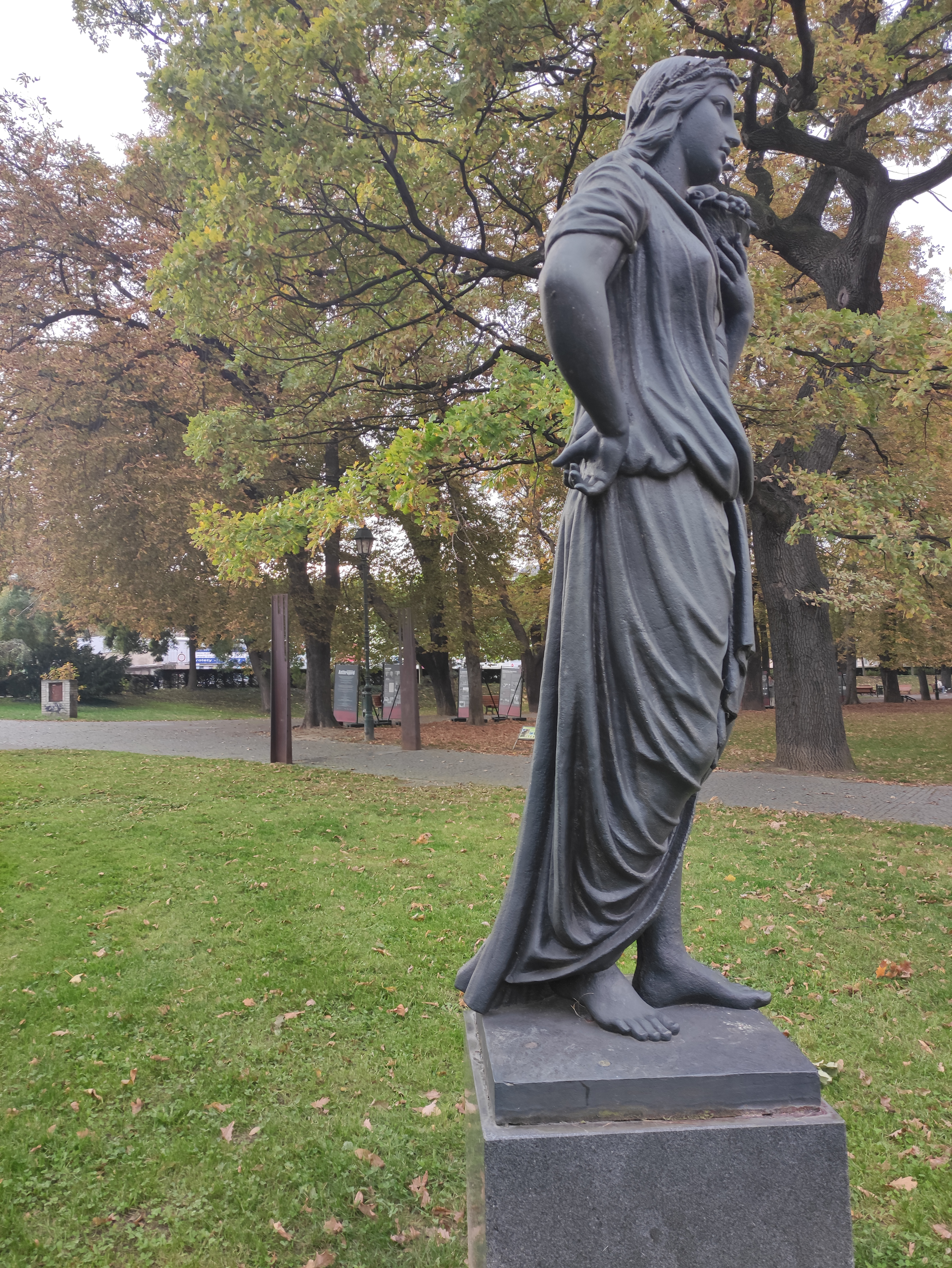
Boční pohled